# 平田直也
平田 直也（ひらた なおや、1997年6月6日 - ）は、日本のメモリーアスリート、指導者。メモリースポーツ元日本チャンピオン。
渋谷教育学園渋谷中学高等学校、一橋大学商学部卒業。Brain Sports Academy所属。

## 来歴
高校時代はクイズプレイヤーとして活動し、全国高等学校クイズ選手権にも出場した。
一橋大学への進学後、クイズへの一助として記憶力競技を始める。競技歴10か月で出場した第13回記憶力日本選手権大会では総合準優勝を果たす。2017年から2019年までジャパンオープン記憶力選手権で3連覇。対戦形式のJapan MLC 2018で優勝。その他多くの大会で優勝している。
2019年、オンライン記憶力競技サイト「メモリーリーグ」で世界ランキング1位となる。香港や韓国などの国外の大会にも定期的に参加し、様々な日本記録も多く保持している。
2017年4月よりBSAにて記憶術講師として指導を始める。
2020年3月、一橋大学商学部を成績優秀者で卒業

## 人物
囲碁棋士の平田智也は兄。
メモリースポーツ元日本チャンピオンの青木健とは師弟関係にある。
ディズニーファンであることがミライ☆モンスターの番組内で紹介された。
第13回出版甲子園決勝大会ファイナリストになったことがきっかけとなり、『世界最強記憶術 場所法』の書籍出版に至った。

## 戦績
メモリースポーツの大会での主な成績
10種競技
- ジャパンオープン記憶力選手権 2017 優勝
- ジャパンオープン記憶力選手権 2018 優勝
- ジャパンオープン記憶力選手権 2019 優勝

5種競技
- 第13回 記憶力日本選手権大会（2017年） 準優勝
- 第14回 記憶力日本選手権大会（2018年） 準優勝
- 第1回 フレンドリー記憶力選手権（2018年）優勝
- Japan MLC 2018 優勝
- 第15回 記憶力日本選手権大会（2019年） 準優勝

1種競技
- 城南SCC 2019 優勝（単発記録・平均記録）
- 東京SCC 2019 優勝（単発記録）・準優勝（平均記録）
- 川崎SCC 2019 優勝（単発記録・平均記録）
- 与野SCC 2020 優勝（単発記録）・3位（平均記録）
- 三鷹SCC 2020 準優勝（単発記録）

## 出演
テレビ
- テイバン・タイムズ（BS朝日 2017年9月17日・2019年3月17日）
- 超逆境クイズバトル!! 99人の壁（フジテレビ 2019年2月16日）
- ミライ☆モンスター（フジテレビ 2019年2月24日）Japan MLC 2018で優勝するまでを密着。
- News every.（2019年8月2日）ジャパンオープン記憶力選手権2019で優勝するまでを密着。
- 地球リアル「記憶の世界の挑戦者たち　メモリースポーツ」（NHK BS1 2020年3月18日）
- 限界突破！全力記憶 〜華麗なるメモリースポーツの世界〜（NHK総合 2020年8月11日・8月16日）

ラジオ
- F.L.A.G.（Fm yokohama 84.7 2018年3月16日・2020年3月20日）
- 未来授業（TOKYO FM 2019年5月20日〜23日）

雑誌・新聞・WEBマガジン
- 『FUTURE IS NOW』2020年3月20日（未来定番研究所）
- 『月刊BAN』2019年12月号（教育システム）
- 『東洋経済ONLINE』2019年4月4日（東洋経済新報社）
- 『20’s type』2019年4月1日（type）
- 『毎日新聞・キャンパる・大楽人』2018年5月1日（毎日新聞社）
- 『一橋新聞WEB』2017年6月20日（THE IKYYO SHINBUN）

## 著書
- 『世界最強記憶術 場所法』（ディスカヴァー・トゥエンティワン 、2019年2月28日) ISBN 978-4799324288